# Cantharis terminata
Cantharis terminata је инсект из реда тврдокрилаца - Coleoptera и породице Cantharidae.

## Распрострањеност
Cantharis terminata  насељава Европу, али се бележи и у западној и централној Азији. У Србији није често бележена, а готови сви подаци са надморске висине од преко 1000м. Насељава ливадска станишта у близини шуме.

## Опис
Величина одраслог инсекта је од 9 до 12 мм. Имаго је наранџасто-црвенкасте боје са црним шарама. Ларве су предаторске, док се одрасле јединке хране и нектаром и ситним бескичмењацима.

## Синоними
- Cantharis dahlgreni Witmer, 1984
- Cantharis melanoscelis Kolenati, 1846
- Cantharis sudetica Letzner, 1846
- Cantharis vesubiella Bourgeois, 1893
- Telephorus fissicollis Fairmaire, 1884
- Telephorus sudeticus (Letzner, 1846)